# 觀塘區足球會
觀塘區足球會（Kwun Tong Football Association）是香港一支地區足球隊，為觀塘區議會屬下。現時於香港乙組足球聯賽角逐。

## 球隊歷史
香港足球總會依照荷蘭足球顧問報告，改革乙丙組賽事，吸納地區球隊並促使球員年輕化，藉以提昇香港足球運動水準，與香港各區區議會合作，於2002年成立香港丙組(地區)聯賽，首屆賽事只有11個區議會派隊參賽，加上香港學界及香港08共13隊參賽。翌屆，全香港18個區議會均有派隊。
觀塘區足球會於2002年8月1日，由觀塘體育促進會，應觀塘區議會邀請籌組成立，2003年2月16日正式展開招募工作，選拔球員及後備球員約60人。2003年8月24日，假九龍灣運動場舉行球會成立典禮，8月26日向香港足球總會申請註冊為丙組地區聯賽球隊和報名比賽。
在2008-09年度球季，觀塘在香港丙組(地區)聯賽，以5勝2和7負得17分，名列第10位完成賽事。
2009-10年度球季，觀塘以13戰6勝3和4負得21分，獲得香港丙組(地區)聯賽第5名。

## 球隊近況
觀塘在2010-11年度香港丙組(地區)聯賽，以20戰12勝6和2負得42分成績，獲得亞軍，首次取得丙組總決賽參賽資格。其後在丙組總決賽，首場比賽以 4－0 大勝東方，第二場比賽以 0－2 負灣仔，最後一場以 2－2 賽和龍城康體，3戰1勝1和1負得4分，憑較佳得失球壓倒龍城康體，獲得香港丙組足球聯賽總亞軍，首次取得升上乙組資格。
2011-12年度香港乙組足球聯賽，觀塘全季22戰4勝4和14負得16分，在12支球隊中名列第11位，在乙組只角逐了一季，便降回丙組作賽。
2021-22年度香港乙組聯賽盃，觀塘獲得香港乙組聯賽盃冠軍。

## 人員名單

### 管理委員會
| 職 位      | 名 稱 及 國 籍 |
| ---------- | -------------- |
| 會長：     | 周耀明         |
| 名譽會長： | 黃路乾         |
| 名譽領隊： | 顔汶羽         |
| 主席：     | 蔡捷成         |
| 副主席：   | 謝丞希         |
| 領隊：     | 黎柏勇         |
| 醫務顧問： | 張熙澤         |
| 義務秘書： | 梁俊傑         |
| 義務司庫： | 陳漢華         |
| 委員：     | 史東甫         |
| 委員：     | 梁芙詠         |
| 委員：     | 蘇麗珍         |
| 委員：     | 方奕聰         |
| 委員：     | 陳劍悠         |
| 委員：     | 何炳恩         |
| 委員：     | 阮智勝         |
| 委員：     | 司徒岩         |
| 教練：     | 黎柏勇         |
| 教練：     | 潘廣德         |
| 教練：     | 曾文正         |
| 教練：     | 郭健男         |
| 行政總監： | 麥偉傑         |

### 球隊職員
| 職 位        | 名 稱 及 國 籍 |
| ------------ | -------------- |
| 會長：       | 周耀明         |
| 主席：       | 蔡捷成         |
| 領隊：       | 黎柏勇         |
| 行政總監：   | 麥偉傑         |
| 行政主任：   | 郭文強         |
| 隨隊護理員： | 梁昊翔         |
| 球會幹事：   | 何文欣         |
| 教練指導員： | 趙國成         |
| 守門員教練： | 潘廣德         |
| 教練：       | 郭健男         |
| 教練：       | 曾文正         |
| 體能教練：   | 斯施           |

### 球員名單
| 號碼   | 國籍   | 球員名字                      | 出生日期       | 加盟年份 | 前屬球會 |
| 守門員 | 守門員 | 守門員                        | 守門員         | 守門員   | 守門員   |
| ------ | ------ | ----------------------------- | -------------- | -------- | -------- |
| 1      | 香港   | 何展濤（Ho Chin To）          | 1988年2月23日  | 2013年   | 大中     |
| 18     | 香港   | 余焯然（Yu Cheuk Yin）        | 2000年1月27日  | 2020年   | 自由身   |
|        | 香港   | 盧嘉健（Lo Ka Kin）           | 1993年8月5日   | 2024年   | 自由身   |
| 後衛   |        |                               |                |          |          |
| 20     | 香港   | 余健華（Yu Kin Wa）           | 1993年7月13日  | 2023年   | 自由身   |
|        | 香港   | 黃瀧譽（Wong Lung Yu Andy）   | 1993年2月6日   | 2013年   | 深水埗   |
| 29     | 香港   | 張智威（Cheung Chi Wai）      | 1993年5月12日  | 2022年   | 自由身   |
|        | 香港   | 陳澤宏（Chan Chak Wang）      | 2000年8月4日   | 2024年   | 自由身   |
| 25     | 香港   | 許漢偉（Hui Hon Wai）         | 1985年8月25日  | 2004年   | 自由身   |
| 3      | 香港   | 吳匡倫（Ng Hong Lun）         | 1996年5月21日  | 2013年   | 自由身   |
| 2      | 香港   | 陳嘉榮（Chan Ka Wing）        | 2001年4月16日  | 2021年   | 自由身   |
| 15     | 香港   | 陳嘉耀（Chan Ka Yiu）         | 2001年4月16日  | 2021年   | 自由身   |
|        | 香港   | 石敦義（Shek Tun Yee）        | 2006年11月28日 | 2024年   | 自由身   |
|        | 香港   | 蔡昭朗（Choi Chiu Long）      | 2006年3月25日  | 2024年   | 自由身   |
| 中場   |        |                               |                |          |          |
| 19     | 香港   | 陳敏灝（Chan Man Ho）         | 1987年8月14日  | 2013年   | 大中     |
| 13     | 香港   | 蔡浩淳（Tsoi Ho Shun Norris） | 1994年2月3日   | 2012年   | 自由身   |
|        | 香港   | 許樂泓（Hui Lok Wang）        | 2006年7月10日  | 2024年   | 自由身   |
|        | 香港   | 劉文迪（Lau Man Dick）        | 2000年10月14日 | 2019年   | 自由身   |
|        | 香港   | 秦嘉樂（Chun Ka Lok）         | 1998年7月5日   | 2024年   | 自由身   |
|        | 香港   | 許柏軒（Hui Hermes）          | 2004年5月27日  | 2021年   | 自由身   |
| 21     | 香港   | 卓鴻銘（Cho Hung Ming）       | 1991年9月4日   | 2013年   | 自由身   |
| 16     | 香港   | 盧俊賢（Lo Chun Yin）         | 1997年4月22日  | 2015年   | 自由身   |
| 23     | 香港   | 楊啟揚（Yeung Kai Yeung）     | 1998年4月13日  | 2022年   | 蘭斯貝利 |
| 10     | 香港   | 陳曦朗（Chan Hei Long）       | 1998年11月3日  | 2015年   | 自由身   |
| 11     | 香港   | 林浩賢（Lam Ho Yin）          | 1999年1月27日  | 2023年   | 自由身   |
|        | 香港   | 謝岷蓁（Tze Man Tsun）        | 2005年6月6日   | 2023年   | 自由身   |
| 前鋒   |        |                               |                |          |          |
|        | 香港   | 張子健（Cheung Tze Kin）      | 1992年11月1日  | 2024年   | 自由身   |
|        | 香港   | 彭銘燊（Pang Ming San）       | 1992年2月29日  | 2023年   | 福建     |
|        | 香港   | 鄺致豪（Kong Chi Ho）         | 2003年12月15日 | 2024年   | 和富社企 |
|        | 香港   | 蘇子權（Su Tsz Kuen）         | 2007年11月19日 | 2024年   | 自由身   |
| 20     | 香港   | 俞政君（Yue Chin Kwan）       | 1993年7月13日  | 2024年   | 黃大仙   |
|        | 香港   | 譚臻灝（Tam Ho Chun）         | 2006年1月20日  | 2024年   | 自由身   |
|        | 香港   | 班嘉豪（Paan Ka Ho Johan）    | 2003年10月26日 | 2024年   | 屯門     |
|        | 香港   | 張景淋（Cheung Jing Lin）     | 1996年10月31日 | 2024年   | 自由身   |

## 外部連結
- 香港足球總會網頁球會資料 （页面存档备份，存于）
- 觀塘體育促進會官方網站 （页面存档备份，存于）